# پوسته (نرم‌افزار)

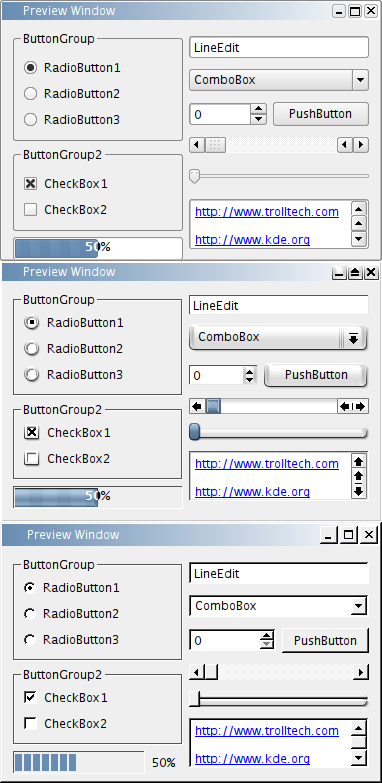
یک برنامه Qt با استفاده از پوسته های Plastik، Keramik و Windows.

پوسته (به انگلیسی: Theme) در رایانه، بسته‌ای شامل نگاره‌های گرافیکی است که برای دگرگونی ظاهر یک نرم‌افزار (سیستم‌عامل، مدیر پنجره، میزکار و...) به‌کار می‌رود.